# Bryan Mendoza Cruz
Bryan Mendoza Cruz (Acapulco de Juárez, Guerrero, 8 de septiembre de 1997), es un futbolista mexicano, juega como mediocentro ofensivo o extremo y su actual equipo es Deportes La Serena de la Primera División de Chile.

## Trayectoria

### Club Universidad Nacional
Debutó en la Liga MX, entrando de cambio en el juego Tigres de la UANL 2-0 Pumas de la UNAM, de la jornada 13 del Clausura 2019.
Anotó su primer gol como profesional en el juego de la jornada 8 del Apertura 2019, Pumas de la UNAM 2-1 Deportivo Toluca, consiguiendo la victoria para su equipo en tiempo de compensación.
Una jornada después sorprendió al anotar el gol del empate a uno definitivo contra el acérrimo rival de los Pumas de la UNAM: el Club América.

## Estadísticas

### Clubes
Actualizado al último partido jugado el 11 de enero de 2025.
| C. Universidad Nacional · México                                              | 1.ª           | 2019          | 1   | 0  | - | - | - | - | 1   | 0  | 0    |
| C. Universidad Nacional · México                                              | 1.ª           | 2019-20       | 11  | 2  | 4 | 0 | - | - | 15  | 2  | 0,13 |
| C. Universidad Nacional · México                                              | 1.ª           | 2020-21       | 13  | 1  | - | - | - | - | 13  | 1  | 0,07 |
| C. Universidad Nacional · México                                              | Total club    | Total club    | 25  | 3  | 4 | 0 | 0 | 0 | 29  | 3  | 0,10 |
| Pumas Tabasco · México                                                        | 2.ª           | 2020-21       | 17  | 5  | - | - | - | - | 17  | 5  | 0,29 |
| Pumas Tabasco · México                                                        | Total club    | Total club    | 17  | 5  | 0 | 0 | 0 | 0 | 17  | 5  | 0,29 |
| Atlante F. C. · México                                                        | 2.ª           | 2021-22       | 26  | 1  | - | - | - | - | 26  | 1  | 0,04 |
| Atlante F. C. · México                                                        | Total club    | Total club    | 26  | 1  | 0 | 0 | 0 | 0 | 26  | 1  | 0,04 |
| A. Morelia · México                                                           | 2.ª           | 2022-23       | 34  | 9  | - | - | - | - | 34  | 9  | 0,26 |
| A. Morelia · México                                                           | 2.ª           | 2023          | 12  | 0  | - | - | - | - | 12  | 0  | 0,00 |
| A. Morelia · México                                                           | Total club    | Total club    | 46  | 9  | 0 | 0 | 0 | 0 | 46  | 9  | 0,20 |
| Celaya F. C. · México                                                         | 2.ª           | 2024          | 12  | 6  | - | - | - | - | 12  | 6  | 0,50 |
| Celaya F. C. · México                                                         | Total club    | Total club    | 12  | 6  | 0 | 0 | 0 | 0 | 12  | 6  | 0,50 |
| C. D. Lugo · España                                                           | 3.ª           | 2024-25       | 11  | 3  | - | - | - | - | 11  | 3  | 0,27 |
| C. D. Lugo · España                                                           | Total club    | Total club    | 11  | 3  | 0 | 0 | 0 | 0 | 11  | 3  | 0,27 |
| Total carrera                                                                 | Total carrera | Total carrera | 138 | 27 | 4 | 0 | 0 | 0 | 142 | 27 | 0,19 |
| (1) Incluye datos de Copa México. (3) No incluye goles en partidos amistosos. |               |               |     |    |   |   |   |   |     |    |      |

- Datos: Q85749307